# Isaac Asimov
Isaac Asimov, ursprungligen Isaak Judovitj Ozimov, född omkring 2 januari 1920 i Petrovitji i Ryska SFSR, död 6 april 1992 i New York i New York, var en rysk-amerikansk författare, känd för sina science fiction-romaner, inte minst Stiftelseserien och Robotromanerna. Asimov har även skrivit hundratals populärvetenskapliga verk som inte sällan kännetecknas av science fiction-lik "Sense of Wonder". Asimovs intresse för robotar – han formulerade bland annat Robotikens tre lagar – har gjort honom till ett slags robotarnas gudfader. Han medverkade 1977-1992 i den science fiction-tidskrift som bär hans namn: Isaac Asimov's Science Fiction Magazine.
Asimov skrev också under pseudonymerna H.B. Ogden och Paul French. Asimov var med i Mensa.

## Biografi
Asimov föddes omkring den 2 januari 1920 i staden Petrovitji nära Smolensk i Ryska SFSR. När han var tre år flyttade hans familj till USA och han kom att växa upp i Brooklyn, New York.
Han tog examen vid Columbia University 1939 och blev filosofie doktor i kemi 1948. Därefter fick han anställning vid Boston University där han kom att stanna, även om han från och med 1958 inte längre hade någon undervisningsskyldighet. Framöver skulle han mest komma att ägna sig åt skrivandet, en karriär han redan påbörjat.
Kring 1940 hade han börjat skriva science fiction. 1941 kom novellen Stjärnmörker, en historia om en planet som är en del av ett komplicerat stjärnsystem, med natt bara en gång vart 2 000:e år. Han fortsatte att skriva ett antal klassiker som Stiftelsetrilogin och Jag, Robot innan han 1958 skrev sin sista skönlitterära bok för en lång tid framöver.
Istället ägnade han sig åt populärvetenskap och kom under de närmaste decennierna att skriva hundratals böcker inom en mängd olika fält. 1972 gjorde han en kort comeback med Själva gudarna. Det skulle dröja till 1980-talet innan han återvände till det skönlitterära skrivandet. Under 1980-talet och 1990-talet kom han att skriva ytterligare böcker inom Stiftelse- och Robotserierna och kom då att knyta samman dem. 
Isaac Asimov dog den 6 april 1992 av AIDS. Han hade fått sjukdomen genom HIV-infekterat blod under en by-passoperation 1983. Dödsorsaken tillkännagavs 2002 av hans fru, Janet, i hennes biografi It's been a Good Life.

## Politiska och religiösa åsikter
Asimov var humanist, rationalist och motståndare till tron på övernaturliga fenomen, om än inte till religion i sig.
Politiskt var han en anhängare av demokraterna och stod i de flesta frågor till vänster, även om han ogillade det inslag av irrationalism som han ansåg att många inom vänstern drabbats av från 60-talet och framåt. Han var kärnkraftsanhängare och förespråkade befolkningskontroll.

## Författarskap
Ett av hans mest kända verk är Jag, Robot där han beskriver robotikens lagar.
Ett annat mycket känt verk är Stiftelse-trilogin, en storslagen science fiction-berättelse med viss inramning hämtad från fantasyvärlden: En serie berättelser som skrevs under 1940-talet lades i början av 1950-talet samman till tre romaner: Stiftelsen, Stiftelsen och imperiet samt Den segrande stiftelsen. Trilogin beskriver hur forskaren Hari Seldon förutser, med hjälp av den nya forskningsgrenen "psykohistoria", det stora Galaktiska imperiets sönderfall och ser till att två Stiftelser skapas i Vintergatans bägge ändar. Syftet med dessa stiftelser är att minska tiden av barbari innan galaxen kan få ett nytt stabilt och fredligt styrelseskick. Om ingenting görs bör det ta 30 000 år, men planen är att Stiftelserna skall kunna minska tiden till 1 000 år.
Första boken beskriver den första stiftelsens tillväxt när Vintergatans periferi börjar slitas sönder. Den andra hur stiftelsen kommer i konflikt med resterna av Imperiet. Den tredje beskriver kampen mot Mulan, en mutant som verkar kunna ställa Hari Seldons planer på huvudet samt beskriver undersökningarna efter den mystiska Andra Stiftelsen.
Två föregångare till trilogin skrevs under 1980-talet: Preludium till stiftelsen, Hari Seldon och stiftelsen, liksom två uppföljare: Stiftelsen och tiden och Stiftelsen och jorden.

### Skönlitteratur
Robotnovellerna
- Jag, robot (I, Robot, 1950) (översättning Sven Elmgren och Harry Östlund, Eklund, 1954) (översättning Fredrik Liungman, Natur och kultur, 2004)
- De andra robotarna (The Rest of the Robots, 1964) (översättning Gunnar Gällmo, Delta, 1979)
- Robotdrömmar: science fiction-noveller. 1 (Robot Dreams, 1986) (översättning Karin Malmsjö, Legenda, 1989)
- Robotdrömmar: science fiction-noveller. 2 (Robot Dreams, 1986) (översättning Karin Malmsjö, Legenda, 1990)

Robotromanerna
- Stålgrottorna (The Caves of Steel, 1954) (översättning Vanja Bengtsson, Lindfors, 1973)
- Den nakna solen (The Naked Sun, 1957) (översättning Karin Malmsjö, Delta, 1981)
- Död robot (The Robots of Dawn, 1983) (översättning Uno Palmström och Peter Stewart, Legenda, 1985)
- Den okända lagen (Robots and Empire, 1985) (översättning Roland Adlerberth, Legenda, 1986)

Imperieromanerna
- Dömd planet (The Currents of Space, 1952) (översättning John-Henri Holmberg, Askild & Kärnekull, 1974)
- Världar i krig (The Stars, Like Dust, 1951) (översättning Otto Ringheim, Lindqvist, 1954)
- Förbjuden värld (Pebble in the Sky, 1950) (översättning Inge R. L. Larsson, Kindberg, 1979)

Stiftelseromanerna
- Preludium till stiftelsen (Prelude to Foundation, 1988) (översättning K. G. Johansson och Gunilla Dahlblom, Legenda, 1990)
- Hari Seldon och stiftelsen (Forward the Foundation, 1993) (översättning Jan Risheden, Legenda/Natur och kultur, 1994)
- Stiftelsen (Foundation, 1951) (översättning Sam J. Lundwall, Askild & Kärnekull, 1970)
- Stiftelsen och imperiet (Foundation and Empire, 1952) (översättning Sam J. Lundwall, Askild & Kärnekull, 1971)
- Den segrande stiftelsen (Second Foundation, 1953) (översättning Sam J. Lundwall, Askild & Kärnekull, 1971)
- Stiftelsen och tiden (Foundation's Edge, 1982) (översättning Sam J. Lundwall, Askild & Kärnekull, 1983)
- Stiftelsen och jorden (Foundation and Earth, 1986) (översättning K. G. Johansson och Gunilla Dahlblom, Legenda, 1987)

Övriga romaner
- Tidens död (The End of Eternity, 1955) (översättning Sam J. Lundwall, Askild & Kärnekull, 1973)
- Den fantastiska resan (Fantastic Voyage, 1966) (översättning Olle Moberg, Rabén & Sjögren, 1967)
- Själva gudarna (The Gods Themselves, 1972) (översättning Sam J. Lundwall, Lindqvist, 1974) (översättning Gunnar Gällmo, Delta, 1978)
- Destination hjärnan: den fantastiska resan II (Fantastic Voyage II, Destination Brain, 1987) (översättning K. G. Johansson och Gunilla Dahlblom, Legenda, 1988)
- Nemesis (Nemesis, 1989) (översättning Johan Günther, Legenda, 1991)
- Stjärnmörker (Nightfall, 1990, tillsammans med Robert Silverberg) (översättning Johan Günther, Legenda/Natur och kultur, 1992)
- Den lille fule pojken (The Ugly Little Boy, tillsammans med Robert Silverberg, 1992) (översättning Ylva Spångberg, Legenda/Natur och kultur, 1996)

Övriga noveller
- Marooned off Vesta (1939)
- The Callistan Menace (1940)
- Jul på Ganymedes (Christmas on Ganymede, 1942)

Lucky Starr (under pseudonymen Paul French)
- David Starr - rymdjägare (David Starr, Space Ranger, 1952) (översättning Birger Hultstrand, Svensk lärartidning, 1957, Barnbiblioteket Saga, 327)
- Lucky Starr and the Pirates of the Asteroids (1953)
- Lucky Starr and the Oceans of Venus (1954)
- Lucky Starr på Merkurius (Lucky Starr and the Big Sun of Mercury, 1956) (översättning Saga och Claës Gripenberg, Svensk lärartidning, 1958, Barnbiblioteket Saga, 340)
- Lucky Starr and the Moons of Jupiter (1957)
- Lucky Starr and the Rings of Saturn (1958)

Novellsamlingar
- Äventyr i Limbo (Nightfall and Other Stories, 1969) (översättning Gunnar Gällmo, Plus, 1978)
- Landsflykt i helvetet (Buy Jupiter and Other Stories, 1975) (översättning Gunnar Gällmo, Plus, 1976)
- Främling i paradiset (The Bicentennial Man and Other Stories, 1976) (översättning Gunnar Gällmo, Plus, 1977)
- Den senfödde (noveller i urval av Sam J Lundwall, översättning Gunnar Gällmo och Ralf Malmsten, Delta, 1975)

Limerickar med mera
- Asimov's Treasury of Lecherous Limericks
- Lecherous Limericks (1975)
- Limericks: To Gross or Two Dozen Dirty Stanzas - A duel between Isaac Asimov & John Ciardi (1978)
- Asimov Laughs Again - Favorite Jokes, Limericks and Anecdotes

### Populärvetenskap
- Blodet (The Living River, 1959) (översättning Bernt Bernholm, Prisma, 1963)
- Kemins historia (A Short History of Chemistry, 1965) (översättning och granskning av Sven Liljefors och Knut Rang, Prisma, 1966)
- Lägg till en dimension (Adding a Dimension, 1964) (översättning Lars-Gunnar Larsson, Rabén & Sjögren, 1966)
- Fantastiska fakta (Book of facts) (i svensk tappning av Per-Erik Lindorm och Sten Söderberg, översättning Sten Söderberg, Askild & Kärnekull, 1980)
- Katastrof! : 15 vägar till vår undergång (A choice of catastrophes) (översättning Roland Adlerberth, Ordfront, 1982)
- Svarta hål och kosmiska ägg: den moderna kosmologin och astrofysiken i ett nötskal (The collapsing universe, 1977) (översättning Tönis Tönisson, Prisma, 1981)
- Mer fantastiska fakta (Book of facts) (i svensk tappning av Per-Erik Lindorm och Sten Söderberg, översättning Sten Söderberg, Askild & Kärnekull, 1983)
- X står för okänd (X Stands for Unknown, 1984) (översättning Karin Malmsjö, Legenda, 1986)

## Filmografi
Även om han aldrig var någon större anhängare av Hollywood så har ett antal av hans böcker blivit till film, en under hans livstid, övriga efter hans död.
- Stjärnmörker (1988)
- 200-årsmannen (1999)
- Stjärnmörker (2000)
- I, Robot (2004), som dock bara har namnet gemensamt med novellsamlingen.

Han har även skrivit en roman efter filmen Den fantastiska resan (1966).

## Priser, utmärkelser och utnämningar
1972 belönades han med Nebulapriset för romanen Själva gudarna (The Gods Themselves) och 1976 för långnovellen Tvåhundraårsmannen (The Bicentennial Man), i novellsamlingen Främling i Paradiset går novellen under namnet Jubileumsmänniskan. Han blev 1986 utsedd till SFWA:s Grand Master, en utnämning som sedan ändrat namn till Damon Knight Memorial Grand Master Award.
- Asteroiden 5020 Asimov[21] och nedslagskratern Asimov[22] på planeten Mars är uppkallade efter honom.

- Hugopriset,  1963
- James T. Grady-James H. Stack Award for Interpreting Chemistry,  1965
- Hugo Award for Best All-Time Series, för Stiftelsetrilogin,  1966
- Edward E. Smith Memorial Award,  1967
- Nebulapriset för bästa roman, för Själva gudarna,  1972
- Locuspriset för bästa roman, för Själva gudarna,  1973[23]
- Hugopriset för bästa roman, för Själva gudarna,  1973
- Klumpke-Roberts Award,  1975
- Nebulapriset för bästa långnovell, för Tvåhundraårsmannen,  1976
- Locuspriset för bästa långnovell, för Tvåhundraårsmannen,  1977[24]
- Hugopriset för bästa långnovell, för Tvåhundraårsmannen,  1977[25]
- Locuspriset för bästa science fiction-roman, för Stiftelsen och tiden,  1983[26]
- Hugopriset för bästa roman, för Stiftelsen och tiden,  1983
- Årets humanist,  1984
- Prix Cosmos 2000, för Död robot,  1985
- Locuspriset för bästa novell, för Robotdrömmar,  1987[27]
- Damon Knight Memorial Grand Master Award,  1987
- Hugopriset för bästa långnovell, för Gold,  1992[28]
- Hugopriset för bästa relaterade verk,  1995
- Retrospektiva Hugopriset för bästa roman,  30 augusti 1996[29]
- Science Fiction and Fantasy Hall of Fame,  1997
- Great Immigrants,  2006[30][31]
- Retrospektiva Hugopriset för bästa novell, för Robbie,  2016
- Retrospektiva Hugopriset för bästa långnovell, för Stiftelsen,  2018
- Fellow of the Committee for Skeptical Inquiry
- Fellow of the American Academy of Arts and Sciences
- Ditmar Award

[Redigera Wikidata]